# Carlos Almerí
Carlos Alberto Almerí Veramendi (Lima, 16 de septiembre de 1961) es un abogado y político peruano. Fue congresista de la república en dos periodos no consecutivos y ministro de Trabajo durante el gobierno de Alejandro Toledo.

## Biografía
Carlos Almerí nació en el distrito de Lima, ubicado en la provincia homónima en el Perú, el 16 de septiembre de 1961. Es hijo de Segundo Roger Almerí y de Amanda Isabel Veramendi.
Realizó sus estudios escolares en la Institución Educativa 3045 "José Carlos Mariátegui" del distrito de San Martín de Porres y en la Institución Educativa Emblemática Ricardo Bentín del distrito del Rímac. Luego ingresó a la Universidad Nacional Mayor de San Marcos y estudió la carrera de Derecho, en la cual obtuvo el título de abogado en el año 1991.
De 1992 a 1996 trabajó como auditor tributario en la Superintendencia Nacional de Administración Tributaria (SUNAT) de la ciudad de Lima.
En abril del año 2020, siendo congresista por Lima provincias dio positivo en una prueba diagnóstico de COVID-19 siendo el cuarto congresista de la República que se afectó de ese mal.

## Trayectoria

### Congresista por Loreto
En el año 1999, Carlos Almerí se inscribió como miembro de Perú Posible, partido político de Alejandro Toledo. En el año 2001, luego de la caída del gobierno de Alberto Fujimori, Almerí inició su carrera política postulando al Congreso de la República en las elecciones del año 2001 por la circunscripción de Loreto y logró salir electo como congresista de la república para el periodo parlamentario 2001-2006, obteniendo 29,343 votos de preferencia.
Durante su labor legislativa, fue presidente de la Comisión de Trabajo desde el 2002 hasta el 2003. Fue también presidente de la Subcomisión de Acusaciones Constitucionales, sin embargo en el año 2004, Carlos Almerí terminó siendo suspendido por 45 días del cargo tras conocerse que visitó a Antonio Palomo, excongresista tránsfuga procesado por ser cómplice de la fuga de Vladimiro Montesinos. Según declaraciones de Palomo, Almerí lo visitó para ofrecerle beneficios penitenciarios a cambio de información sobre el gobierno fujimontesinista. Posteriormente Almerí se defendió respondiendo que solo visitó a Palomo para recomendarle dos abogados por la antigua amistad que los unía dentro del partido Perú Posible. Almerí fue investigado tanto por la Fiscalía como su partido y finalmente su caso quedó archivado.

### Ministro de Trabajo
El 7 de octubre del 2005, Carlos Almerí fue nombrado por el presidente Alejandro Toledo como su nuevo ministro de Trabajo y Promoción del Empleo, en reemplazo de Juan Sheput. Sin embargo, su trayectoria en el Ministerio estuvo bajo polémicas debido a los vínculos de su medio hermano Marco Antonio Almerí, quien postulaba al Congreso en el año 2006 y utilizaba un local del programa del MTPE para fines políticos.
Almerí se mantuvo en el cargo hasta el final del gobierno el 28 de julio del 2006, siendo reemplazado por Susana Pinilla en el segundo gobierno aprista.
En noviembre del año 2007, se realizó un reportaje periodístico acerca de una reunión entre Almerí y Antauro Humala, líder de etnocacerismo y autor del Andahuaylazo. Dicho hecho tuvo que ser distanciado con el partido Perú Posible.
Finalmente en el año 2012, Carlos Almerí decidió renunciar a Perú Posible. Luego en las elecciones regionales del año 2014, fue invitado por el partido Solidaridad Nacional para ser candidato a la presidencia del Gobierno Regional de Lima, sin embargo, su candidatura quedó en el séptimo lugar.

### Congresista por Lima Provincias
En el año 2020, Carlos Almerí se afilió en Podemos Perú, partido político de José Luna Gálvez, y volvió a postular a Congresista de la República en las elecciones parlamentarias extraordinarias, siendo esta vez por circunscripción de Lima Provincias. Almerí logró tener éxito nuevamente y fue juramentado para completar el disuelto periodo parlamentario 2016-2021.
En su segunda gestión, ejerció como presidente de la Comisión Especial encargada del Caso ‘Club de la Construcción’ contra el entonces presidente Martín Vizcarra. Almerí también fue uno de los congresistas que votó a favor de la vacancia contra Martín Vizcarra durante los dos procesos, siendo el segundo proceso que terminó sacando al expresidente del cargo por actos de corrupción.